# Huércal-Overa
Huércal-Overa község Spanyolországban, Almería tartományban. Lakosainak száma 20 609 fő (2024).

## Földrajza
Huércal-Overa Pulpí, Cuevas del Almanzora, Antas, Zurgena, Taberno, Vélez-Rubio, Puerto Lumbreras, Lorca és Almendricos községekkel határos.

## Népesség
A település lakosságának változását az alábbi diagram mutatja:
| Lakosok száma | 14 293 | 15 540 | 16 170 | 17 645 | 18 580 | 18 374 | 18 589 | 19 127 | 19 744 | 20 609 |
|               | 2001   | 2004   | 2006   | 2009   | 2011   | 2014   | 2016   | 2019   | 2021   | 2024   |